# Cestrotus pictipennis
Cestrotus pictipennis är en tvåvingeart som först beskrevs av Christian Rudolph Wilhelm Wiedemann 1824.  Cestrotus pictipennis ingår i släktet Cestrotus och familjen lövflugor. Inga underarter finns listade i Catalogue of Life.